# Tom Tattoo
Tom Tattoo, pseudonimo di Tommaso Buglioni (Ancona, 29 settembre 1961), è un artista italiano, specializzato nella tecnica del tatuaggio.

## Biografia
Tom Tattoo iniziò a lavorare nei primi anni ottanta. Entrato per la prima volta in uno studio di tatuaggi di Seattle nel 1982, ne rimase folgorato e lasciò gli studi di medicina per dedicarsi alla conoscenza dell'arte tatuatoria.
Tre anni dopo partecipa alla prima Tattoo Convention a Roma, dove entra in contatto con la maggior parte dei padri del tatuaggio moderno: Hanky Panky, Tony Looman, Dennis Cockell, Horiyoshi III, Don Ed Hardy, Leo Zulueta, Bill Salmon, Petelo Suluape e Gippi Rondinella.
Nel 1987 apre il primo studio (a poca distanza da quello in cui si trova oggi); nella prima metà degli anni novanta, con Gian Maurizio Fercioni, Eligio Fronteddu e Mimmo Spadaccini, è tra i fondatori della TIPA (Tatuatori Italiani Professionisti Associati), prima associazione di tatuatori italiani, e diventa poi vice presidente della ATIR (Associazione Tatuatori Italiani Riuniti). Nel tempo avvia una serie di collaborazioni con personalità italiane e internazionali che lo portano ad intraprendere la sua carriera in Italia e all'estero.

## Stile
Dal punto di vista stilistico i lavori di Tom Tattoo sono caratterizzati da solidità, che si esprime in una linea forte e decisa ma capace di farsi morbida quando il soggetto lo richiede, da una grande sensibilità pittorica che si rivela nell'uso sapiente e vivace del colore, e infine dall'abilità compositiva. Queste doti e l'esperienza trentennale del tattoo artist gli permettono di farsi interprete di ogni stile e di ogni cultura.

## Pubblicazioni
A Gennaio 2019 Tommaso Buglioni pubblica per PM edizioni, "Umbertì Slittamenti dell'anima de l'ultimo re di Ancona", primo volume organico dell'autore dedicato al noto clochard anconetano, al secolo Umberto Ceccarini, che fa seguito a una serie di mostre dove Tommaso ha esposto le sue opere pittoriche dedicate ad Umbertì, abbinando ad ognuna di esse una poesia tratta dai suoi scritti. Sono oltre duecento pagine di monologhi, dialoghi, poesie, disegni, foto e piccoli ricordi in una Ancona che non c'è più. Nella sua scrittura convergono tutte le sue espressioni artistiche, ma anche la sua capacità di ascoltare e metabolizzare i racconti di coloro che si tatuano o di fortuiti compagni di viaggio, senza dimenticare una sorta di self talking che l'autore sperimenta nei momenti di pace in riva al mare.

## Riconoscimenti come Tattoo Artist
- 1991 - Tattoo Convention Helsinki, miglior tatuaggio bianco e nero, female
- 1994 - Tattoo Convention Parigi, migliore schiena, black and white tattoo
- 1995 - Tattoo Convention Parigi, migliore schiena, colours tattoo
- 1995 - Tattoo Convention Roma, riconoscimento alla carriera
- 1996 - Amsterdam Tattoo Museum Merit Award
- 1996 - Tattoo Convention Modena, miglior colours tattoo female
- 1996 - Tattoo Convention Castrop Rauxel (Germania), terzo classificato, colours tattoo, female
- 1996 - Tattoo Convention Essen (Germania), migliore tatuaggio medio, colours man
- 1997 - Tattoo Convention Berlino, miglior Flash
- 2005 - New York Tattoo Convention, Best tattoo of the day
- 2007 - New York Tattoo Convention, targa al merito per il contributo all'arte del tatuaggio[5]
- 2009 - East Coast Tattoo Convention Silvi Marina, 1º posto per Female
- 2010 - East Coast Tattoo Convention Silvi Marina, 2º posto per Best Colour

## Opere pittoriche
Accanto al tatuaggio Tommaso Buglioni si dedica alla pittura e anche in questo caso sono gli Stati Uniti, e la cultura americana in particolare, a fornirgli ispirazione. Influenzato nei suoi primi lavori dalla cultura underground, dal fumetto californiano anni settanta e dal graffito East Coast, è la scoperta della Pop Art e dell'Action Painting a segnare una svolta nella sua carriera pittorica. Da un lato nascono le serie dedicate a personaggi per lui simbolici, soprattutto Garibaldi e Umbertì, clochard anconetano, protagonisti di una personale allestita nel 2004 negli spazi del Lazzaretto di Ancona.
Parallelamente Buglioni dà vita a lavori "puri astratti" che si richiamano all'Informale e all'Action Painting, dove la potenza cromatica si esprime in flussi di colore abbandonando la forma.

### Esposizioni permanenti
- Santuario beate sante, Mombaroccio (PU)
- Museo raccolta di arte grafica contemporanea, "Armando Ginesi", Palazzo Franchetti-Coppeti, Comune di Castebellino (AN)
- Museo comunale del territorio, Dal biroccio alla moda, Filottrano (AN)
- Pinacoteca Internazionale d'Arte Francescana Contemporanea “Nel Nome di Francesco”, Falconara Marittima (AN)

### Esposizioni temporanee
- 1994 - San Diego, personale presso il Town & Country Hotel
- 1994 – Montréal, Queen Elizabeth Center
- 1994 - Bologna, Link - Dal muro alla pelle
- 1995 – Riccione, personale al LOCAMOTIVA
- 1996 – Miami, ART'N VIDEO
- 1997 – Miami, ART'N VIDEO
- 1997 – Ginevra, EUROP ART
- 1997 – Pordenone, fiera d'arte
- 1997 - Sanremo (Palawella), personale al Festival di San Remo
- 1998 – Auckland, personale al Caffè Verona
- 1999 – Ancona, Giocancona, personale
- 2000 – Detroit, Doubletree Hotel, personale
- 2000 - New York, personale al Roseland Ballroom
- 2000 - Ancona, Lazzaretto, Giocancona, personale
- 2001 - Ancona, Lazzaretto, Giocancona, personale
- 2001 - New York, Artexpo NYC, Javits Convention Center
- 2001 - Padova, Fiera d'Arte
- 2002 - Riccione, personale al Lounge
- 2002 - Bari, personale alla Fiera d'Arte
- 2002 - New York, personale al Roseland Ballroom
- 2002 - New York,Italian Food Week
- 2002 - Padova, Arte Fiera
- 2003 - Ancona, Lazzaretto, personale nell'ambito della esposizione Viaggi nella terra di mezzo
- 2003 - Bari, Fiera di levante "EXPO ARTE BARI"
- 2003 - Padova, ARTEXPO
- 2004 - Lugano, MERCART
- 2004 - Ancona, Lazzaretto, Umbertì, l'Ultimo Re di Ancona, personale
- 2008 - Milano, Orea Malià, 20 volte Tom, Tommaso Buglioni al 100x10
- 2010 - Ancona, Associazione Culturale Tom Tattoo, New York City Angels, la Pop Art di Tommaso Buglioni
- 2011 - Riccione, Art Noir Cafè, "Lost in Waves", personale
- 2012 - Ancona Sguardi sonori, Gino on my mind, collettiva, con Lucia Galati The other side, installazione